# Cavineño
Les Cavineño  sont une ethnie amérindienne de l'Amazonie bolivienne établie dans Beni et de Pando le long des ríos Beni et Madidi. On estime leur nombre à 2000. Leur langue, le cavineña appartient à la famille tacanane, elle serait parlée par 1200 d'entre eux.
Lors de la seconde moitié du XVIIIe, ils sont regroupés au sein de missions franciscaines. Durant la fièvre du caoutchouc, à partir de la fin du XIXe, ils sont soumis à des conditions de semi-esclavage.
Au XXe ils sont contactés par l'ordre catholique américain de Maryknoll qui effectue un travail d'évangélisation et s'approprie partie de leurs terres. Durant les années 1970, SIL International, une organisation évangélique se rend chez les Cavineño, étudie leur langue et  promeut l'éducation bilingue.
De nos jours, les Cavineño sont regroupés au sein de six petites communautés située dans les municipios de Riberalta  et de Reyes dans le Beni ainsi que dans le Pando. Leur communauté la plus importante s'appelle Puerto Cavinas.
Ils pratiquent la chasse, la pêche et une agriculture de subsistance. Ils récoltent aussi la noix du Brésil qu'ils vendent, ce qui leur assure des rentrées d'argent et constitue leur principal lien avec le monde extérieur. De plus, ils commercialisent leur artisanat et louent occasionnellement leur force de travail.
Ils possèdent des territoires en propriétés collectives qu'ils partagent avec les Tacana dans le Beni et avec les Esse Ejja et les Tacana dans le Pando.